# Merville Communal Cemetery and Extension
Le cimetière « Merville Communal Cemetery and Extension » est un cimetière de la Première Guerre mondiale situé à Merville (Nord).

## Victimes
| Pays           | Victimes (Communal) | Victimes (Extension) |
| -------------- | ------------------- | -------------------- |
| Royaume-Uni    | 913                 | 1139                 |
| Canada         | 3                   | 11                   |
| Afrique du Sud | 2                   | 21                   |
| Australie      | 2                   | -                    |
| Inde           | -                   | 97                   |
| Total          | 920                 | 1268                 |
| Total          | 2188                |                      |

## Coordonnées GPS
50° 38′ 46″ nord, 2° 38′ 25″ est